# Nati nel 1995/Ottobre
| Questa pagina contiene informazioni ricavate automaticamente dalle voci biografiche con l'ausilio del template Bio e di un bot. L'aggiornamento è periodico e automatico e ricostruisce completamente la pagina. Se manca una persona in questa lista, sei pregato di non aggiungerla, ma accertati piuttosto che la sua voce biografica contenga il template Bio e che i dati anagrafici siano correttamente compilati. Se il template Bio manca, inseriscilo tu stesso o, in alternativa, metti l'avviso {{tmp\|Bio}} che ne segnala la mancanza. Se i dati riportati sono sbagliati, correggi direttamente la voce biografica; le modifiche saranno visibili in questa lista entro pochi giorni. Per chiarimenti vedi il progetto biografie. La lista contiene solo le 367 persone che sono citate nell'enciclopedia e per le quali è stato implementato correttamente il template Bio. Pagina aggiornata al 18 ago 2025. |

- 1º ottobre - Juan Azócar, calciatore venezuelano
- 1º ottobre - Christine Botlogetswe, velocista botswana
- 1º ottobre - Diego Campos, calciatore costaricano
- 1º ottobre - Valentin Cojocaru, calciatore rumeno
- 1º ottobre - Cătălin Cozma, tuffatore rumeno
- 1º ottobre - Sean Goss, calciatore nordirlandese
- 1º ottobre - Scott Helman, cantante canadese
- 1º ottobre - Lauren Hill, cestista statunitense († 2015)
- 1º ottobre - Aymeric Nicault, ex giocatore di football americano francese
- 1º ottobre - Vinko Petković, calciatore croato
- 1º ottobre - Artiom Rozgoniuc, calciatore moldavo
- 1º ottobre - Bahadır Öztürk, calciatore turco
- 2 ottobre - Chiara Bellei, pallavolista italiana
- 2 ottobre - Bùi Tiến Dũng, calciatore vietnamita
- 2 ottobre - Ashley Fletcher, calciatore inglese
- 2 ottobre - Daníel Leó Grétarsson, calciatore islandese
- 2 ottobre - Isaac Haas, cestista statunitense
- 2 ottobre - Hayner, calciatore brasiliano
- 2 ottobre - Norah Jeruto, siepista e mezzofondista keniota
- 2 ottobre - Mokhigul Khamdamova, atleta paralimpica uzbeka
- 2 ottobre - Brooke McCarty, cestista statunitense
- 2 ottobre - Yannick Mukunzi, calciatore ruandese
- 2 ottobre - Moussa Njie, calciatore norvegese
- 2 ottobre - Pedro Henrique, calciatore brasiliano
- 3 ottobre - Dragan Apić, cestista serbo
- 3 ottobre - Enrique Araújo, calciatore paraguaiano
- 3 ottobre - Žan Benedičič, calciatore sloveno
- 3 ottobre - Snelle, rapper olandese
- 3 ottobre - Khadeen Carrington, cestista trinidadiano
- 3 ottobre - Ryan Connelly, giocatore di football americano statunitense
- 3 ottobre - Alba De Silvestro, scialpinista e fondista di corsa in montagna italiana
- 3 ottobre - Andre Dillard, giocatore di football americano statunitense
- 3 ottobre - Ayo Edebiri, comica, attrice e sceneggiatrice statunitense
- 3 ottobre - Charlie Ewels, rugbista a 15 britannico
- 3 ottobre - Jaroslav Fil'čakov, lottatore ucraino
- 3 ottobre - Mike Gesicki, giocatore di football americano statunitense
- 3 ottobre - Martin Hašek, calciatore ceco
- 3 ottobre - Katharina Huber, sciatrice alpina austriaca
- 3 ottobre - Sander Kartum, calciatore norvegese
- 3 ottobre - E.C. Matthews, cestista statunitense
- 3 ottobre - Kalei Mau, pallavolista statunitense
- 3 ottobre - Simonas Stankevičius, ex calciatore lituano
- 3 ottobre - Ben Thompson, calciatore inglese
- 3 ottobre - Lil Tracy, rapper e cantante statunitense
- 4 ottobre - Hanna Ardéhn, attrice svedese
- 4 ottobre - Gord Bamford, cantante australiano
- 4 ottobre - Robert Darbinyan, calciatore russo
- 4 ottobre - Kenny Clark, giocatore di football americano statunitense
- 4 ottobre - Jordan Flores, calciatore inglese
- 4 ottobre - Mikolas Josef, cantautore e ex modello ceco
- 4 ottobre - Ralf Mackenbach, cantante, ballerino e fisico olandese
- 4 ottobre - Giangiacomo Magnani, calciatore italiano
- 4 ottobre - Milan Makarić, calciatore serbo
- 4 ottobre - Michael Ohana, calciatore israeliano
- 4 ottobre - Michał Paluta, ex ciclista su strada polacco
- 4 ottobre - Jabrill Peppers, giocatore di football americano statunitense
- 4 ottobre - Caitlyn Shadbolt, cantante australiana
- 4 ottobre - Zoran Švonja, calciatore serbo
- 4 ottobre - Bogdan Vaštšuk, calciatore estone
- 4 ottobre - Oleh Vyšnevs'kyj, calciatore ucraino
- 4 ottobre - Henry Wingo, calciatore statunitense
- 4 ottobre - Botic van de Zandschulp, tennista olandese
- 5 ottobre - Mathieu Kamba, cestista canadese
- 5 ottobre - Nemanja Mašulović, pallavolista serbo
- 5 ottobre - Conor Miller, giocatore di football americano statunitense
- 5 ottobre - Mr FijiWiji, produttore discografico e disc jockey statunitense
- 5 ottobre - Jonathan Okita, calciatore congolese (Repubblica Democratica del Congo)
- 5 ottobre - Andrés Román, calciatore colombiano
- 5 ottobre - Olivier Verdon, calciatore francese
- 5 ottobre - Madis Vihmann, ex calciatore estone
- 5 ottobre - Tsukasa Yoshida, judoka giapponese
- 6 ottobre - Casey Andringa, sciatore freestyle statunitense
- 6 ottobre - Braxton Berrios, giocatore di football americano statunitense
- 6 ottobre - Andrea Bosco, calciatore italiano
- 6 ottobre - Anna Dlasková, calciatrice ceca
- 6 ottobre - Cejhae Greene, velocista antiguo-barbudano
- 6 ottobre - James Hall, ginnasta britannico
- 6 ottobre - Josh Martin, cestista statunitense
- 6 ottobre - Davide Mazzocco, calciatore italiano
- 6 ottobre - Kyōka Okamura, tennista giapponese
- 6 ottobre - Tohi Smith-Milner, cestista neozelandese
- 6 ottobre - Courtney Tulloch, ginnasta britannico
- 6 ottobre - Juan Pablo Varillas, tennista peruviano
- 6 ottobre - Justine Wong-Orantes, pallavolista statunitense
- 7 ottobre - Raffaella Barbieri, calciatrice italiana
- 7 ottobre - Vittoria Bianco, nuotatrice italiana
- 7 ottobre - Kavell Bigby-Williams, cestista britannico
- 7 ottobre - Dion Charles, calciatore nordirlandese
- 7 ottobre - Lyndon Dykes, calciatore scozzese
- 7 ottobre - Mathias Dyngeland, calciatore norvegese
- 7 ottobre - Carlos Ibargüen, calciatore colombiano
- 7 ottobre - Vladis-Emmerson Illoy-Ayyet, calciatore ucraino
- 7 ottobre - Vladislav Larin, taekwondoka russo
- 7 ottobre - Slađana Mirković, pallavolista serba
- 7 ottobre - Ali Mohamed, calciatore nigerino
- 7 ottobre - Slade Pearce, attore statunitense
- 7 ottobre - Walter Rodríguez, calciatore paraguaiano
- 7 ottobre - Petar Stojanović, calciatore sloveno
- 8 ottobre - Grayson Allen, cestista statunitense
- 8 ottobre - Alla Belins'ka, lottatrice ucraina
- 8 ottobre - Courtney Taylor Burness, attrice statunitense
- 8 ottobre - Adrián Chovan, calciatore slovacco
- 8 ottobre - Yacine Diop, cestista senegalese
- 8 ottobre - Lewis Ludlam, rugbista a 15 britannico
- 8 ottobre - Martin Olesen, maratoneta danese
- 8 ottobre - Ouleymata Sarr, calciatrice francese
- 8 ottobre - Vincent Sierro, calciatore svizzero
- 8 ottobre - Katie Summerhayes, ex sciatrice freestyle britannica
- 8 ottobre - G Herbo, rapper e cantautore statunitense
- 9 ottobre - Chuba Akpom, calciatore inglese
- 9 ottobre - Patrick Kaddu, calciatore ugandese
- 9 ottobre - Salim Abu Mayanja, mezzofondista ugandese
- 9 ottobre - Kolton Miller, giocatore di football americano statunitense
- 9 ottobre - Alfred Mugabo, ex calciatore ruandese
- 9 ottobre - Madeline Palmer, pallavolista statunitense
- 9 ottobre - Cam Robinson, giocatore di football americano statunitense
- 9 ottobre - Kenny Tete, calciatore olandese
- 9 ottobre - Hiko Tonosa Haso, mezzofondista etiope
- 9 ottobre - Sergejs Vorobjovs, ex calciatore lettone
- 10 ottobre - Thomas Agyepong, calciatore ghanese
- 10 ottobre - KeVaughn Allen, cestista statunitense
- 10 ottobre - Ismaël Bako, cestista belga
- 10 ottobre - Tomás Cardona, calciatore argentino
- 10 ottobre - Gabriel Cortez, calciatore ecuadoriano
- 10 ottobre - Courtland Sutton, giocatore di football americano statunitense
- 10 ottobre - Abu Danladi, calciatore ghanese
- 10 ottobre - Ahmed Isaiah, calciatore nigeriano
- 10 ottobre - Quentin Maceiras, calciatore svizzero
- 10 ottobre - João Paulo Pereira da Silva, calciatore brasiliano
- 10 ottobre - Ellen Perez, tennista australiana
- 10 ottobre - Lukas Ried, calciatore austriaco
- 10 ottobre - Guilherme Schettine, calciatore brasiliano
- 10 ottobre - Valeria Schiavi, ex ginnasta italiana
- 10 ottobre - Marco Schuster, calciatore tedesco
- 11 ottobre - Giulia Aprile, mezzofondista italiana
- 11 ottobre - Janar Asadov, giocatore di calcio a 5 russo
- 11 ottobre - Sebastian Bley, slittinista tedesco
- 11 ottobre - Fankaty Dabo, calciatore inglese
- 11 ottobre - Guðni Valur Guðnason, discobolo e pesista islandese
- 11 ottobre - Nicolás Jarry, tennista cileno
- 11 ottobre - Jamie Lindsay, calciatore scozzese
- 11 ottobre - David Malembana, calciatore tedesco
- 11 ottobre - Denise Pimpini, giocatrice di curling italiana
- 11 ottobre - Michael Rose, calciatore scozzese
- 11 ottobre - Igor Sapała, calciatore polacco
- 11 ottobre - Jaushua Sotirio, calciatore australiano
- 11 ottobre - Pilar Victoriá, pallavolista portoricana († 2024)
- 11 ottobre - Aleksandra Zamachowska, schermitrice polacca
- 12 ottobre - Andromache, cantante greca
- 12 ottobre - Ihar Bokij, nuotatore bielorusso
- 12 ottobre - Ilie Damașcan, calciatore moldavo
- 12 ottobre - Emir Gökalp, cestista turco
- 12 ottobre - Joel Iyiegbuniwe, giocatore di football americano statunitense
- 12 ottobre - Liam Lindsay, calciatore scozzese
- 12 ottobre - Daniel Maderner, calciatore austriaco
- 12 ottobre - Mickaël Malsa, calciatore francese
- 12 ottobre - Stefan Mauk, calciatore australiano
- 12 ottobre - Billy Price, ex giocatore di football americano statunitense
- 12 ottobre - Aljaksandr Rabušėnka, ex ciclista su strada bielorusso
- 12 ottobre - Muslim Sadulaev, lottatore russo
- 12 ottobre - Dmitrij Safronov, atleta paralimpico russo
- 12 ottobre - Chad Thomas, giocatore di football americano e musicista statunitense
- 12 ottobre - Nathan Van Hooydonck, ex ciclista su strada belga
- 12 ottobre - Saula Waqa, calciatore figiano
- 12 ottobre - Zane Waterman, cestista statunitense
- 12 ottobre - Yan Zibei, nuotatore cinese
- 13 ottobre - Francisco Cortés, giocatore di calcio a 5 spagnolo
- 13 ottobre - Aoife Coughlan, judoka australiana
- 13 ottobre - Gethin Jones, calciatore australiano
- 13 ottobre - Ekaterina Konstantinova, pattinatrice di short track russa
- 13 ottobre - Leonardo Morosini, calciatore italiano
- 13 ottobre - Jimin, cantante e compositore sudcoreano
- 13 ottobre - Adrien Perez, calciatore statunitense
- 13 ottobre - Christopher Teichmann, ex calciatore tedesco
- 13 ottobre - Veronika Trnková, pallavolista ceca
- 13 ottobre - Maria Vargas, ginnasta spagnola
- 14 ottobre - Cassidy Baird, pallavolista statunitense
- 14 ottobre - Aron Bjarnason, calciatore islandese
- 14 ottobre - Darko Ilieski, calciatore macedone
- 14 ottobre - Bart Lemmen, ciclista su strada olandese
- 14 ottobre - Aik Mnatsakanian, lottatore bulgaro
- 14 ottobre - Michail Mordasov, bobbista russo
- 14 ottobre - Rolando Romero, pugile statunitense
- 14 ottobre - Darren Ríos, calciatore statunitense
- 14 ottobre - Lucas Salinas, calciatore brasiliano
- 14 ottobre - Tori West, multiplista australiana
- 15 ottobre - Lewie Coyle, calciatore inglese
- 15 ottobre - Erion Hoxhallari, calciatore albanese
- 15 ottobre - Jakob Pöltl, cestista austriaco
- 15 ottobre - Marina Saitō, giavellottista giapponese
- 15 ottobre - Farhan Shakor, calciatore iracheno
- 15 ottobre - Billy Unger, attore statunitense
- 16 ottobre - Ivan Antunović, calciatore croato
- 16 ottobre - Anthony Belmonte, calciatore francese
- 16 ottobre - Nadine Fähndrich, fondista svizzera
- 16 ottobre - Molly Hammar, cantautrice svedese
- 16 ottobre - Bekdaulet Ibragimov, pugile kazako
- 16 ottobre - Malte Kiilerich, calciatore danese
- 16 ottobre - Dillon Maggard, mezzofondista statunitense
- 16 ottobre - Amit Panghal, pugile indiano
- 16 ottobre - Park Sang-young, schermidore sudcoreano
- 16 ottobre - Greta Small, sciatrice alpina australiana
- 16 ottobre - Wang Siyu, cestista cinese
- 16 ottobre - John Wolford, giocatore di football americano statunitense
- 17 ottobre - Jamal Adams, giocatore di football americano statunitense
- 17 ottobre - Fernando Aguilera, giocatore di calcio a 5 spagnolo
- 17 ottobre - Queen Naija, cantante e youtuber statunitense
- 17 ottobre - David Corrêa da Fonseca, calciatore brasiliano
- 17 ottobre - Benoît Cosnefroy, ciclista su strada francese
- 17 ottobre - Eddy Edigin, cestista nigeriano
- 17 ottobre - Ubong Moses Ekpai, calciatore nigeriano
- 17 ottobre - Dīmītrīs Giannoulīs, calciatore greco
- 17 ottobre - Anton Mirančuk, calciatore russo
- 17 ottobre - Aleksej Mirančuk, calciatore russo
- 17 ottobre - Abid Oses, ex cestista panamense
- 17 ottobre - Margherita Salvi, calciatrice italiana
- 18 ottobre - Macauley Bonne, calciatore zimbabwese
- 18 ottobre - Fousseni Diabaté, calciatore maliano
- 18 ottobre - Rubén Duarte, calciatore spagnolo
- 18 ottobre - Antonio Cristian Glauder García, calciatore spagnolo
- 18 ottobre - Agoney, cantante spagnolo
- 18 ottobre - Niccolò Macii, pattinatore artistico su ghiaccio italiano
- 18 ottobre - Floortje Mackaij, ciclista su strada olandese
- 18 ottobre - Christian Bassogog, calciatore camerunese
- 18 ottobre - Quách Thị Lan, velocista vietnamita
- 18 ottobre - Rubén Alejandro Ramírez, calciatore venezuelano
- 18 ottobre - Aristóteles Romero, calciatore venezuelano
- 18 ottobre - Perawat Sangpotirat, attore e modello thailandese
- 18 ottobre - Terell Thomas, calciatore santaluciano
- 18 ottobre - Yui Ōhashi, nuotatrice giapponese
- 18 ottobre - Aryna Šarapa, ex ginnasta bielorussa
- 19 ottobre - Mohammed Abdulbasit, calciatore emiratino
- 19 ottobre - Veronica Bertolini, ex ginnasta italiana
- 19 ottobre - Frandiel Gómez, tuffatore dominicano
- 19 ottobre - Phil Haynes, giocatore di football americano statunitense
- 19 ottobre - Mujib Kassim, calciatore etiope
- 19 ottobre - Harry Leask, canottiere britannico
- 19 ottobre - Logan Moragne, giocatore di football americano statunitense
- 19 ottobre - Toni Storm, wrestler neozelandese
- 19 ottobre - Juan Thornhill, giocatore di football americano statunitense
- 19 ottobre - Manuela Zinsberger, calciatrice austriaca
- 20 ottobre - Alice Rachele Arlanch, modella e conduttrice televisiva italiana
- 20 ottobre - Fabio Balaso, pallavolista italiano
- 20 ottobre - Phillip Carr, cestista statunitense
- 20 ottobre - Humberto Carrillo, wrestler messicano
- 20 ottobre - Michel Derungs, giocatore di football americano svizzero
- 20 ottobre - Ahmed Moein, calciatore qatariota
- 20 ottobre - Eduard Grigorev, lottatore russo
- 20 ottobre - Melker Hallberg, calciatore svedese
- 20 ottobre - Brett Hunchak, giocatore di football americano canadese
- 20 ottobre - Bryan Mone, giocatore di football americano statunitense
- 20 ottobre - Gabriel Rosado, pallavolista portoricano
- 20 ottobre - Irina Voronkova, pallavolista russa
- 20 ottobre - Zhenwei Wang, attore e artista marziale cinese
- 21 ottobre - Cameron Burgess, calciatore scozzese
- 21 ottobre - Álex Craninx, calciatore belga
- 21 ottobre - Doja Cat, cantante, rapper e produttrice discografica statunitense
- 21 ottobre - Dariusz Formella, calciatore polacco
- 21 ottobre - Nana Foulland, ex cestista statunitense
- 21 ottobre - Marquel Lee, giocatore di football americano statunitense
- 21 ottobre - Brandon Parker, giocatore di football americano statunitense
- 21 ottobre - Daniel Podence, calciatore portoghese
- 21 ottobre - Alejandro Portal, calciatore cubano
- 21 ottobre - Connor Randall, calciatore inglese
- 21 ottobre - Yulimar Rojas, lunghista e triplista venezuelana
- 21 ottobre - Ramzi Safouri, calciatore israeliano
- 21 ottobre - David Sharpe, giocatore di football americano statunitense
- 21 ottobre - Yeleishka Vázquez, pallavolista portoricana
- 21 ottobre - Jerry Heil, cantante ucraina
- 22 ottobre - Alessandro Cappelletti, cestista italiano
- 22 ottobre - Chen Aisen, tuffatore cinese
- 22 ottobre - Rubén Guerrero, cestista spagnolo
- 22 ottobre - Arno Kamminga, nuotatore olandese
- 22 ottobre - Dušan Radojević, giocatore di football americano serbo
- 23 ottobre - Gastón Benavídez, calciatore argentino
- 23 ottobre - Tumelo Khutlang, calciatore lesothiano
- 23 ottobre - Dominik Neuman, ciclista su strada e pistard ceco
- 23 ottobre - Ljubov' Ovčarova, lottatrice russa
- 23 ottobre - Park Jin-sub, calciatore sudcoreano
- 23 ottobre - Dante Pettis, giocatore di football americano statunitense
- 23 ottobre - Eleonora Rosso, calciatrice italiana
- 23 ottobre - Agnes Tirop, mezzofondista keniota († 2021)
- 23 ottobre - Renell Wren, giocatore di football americano statunitense
- 23 ottobre - Clayton da Silveira da Silva, calciatore brasiliano
- 24 ottobre - Dejvi Bregu, calciatore albanese
- 24 ottobre - Ania Monica Caill, sciatrice alpina rumena
- 24 ottobre - Austin Crute, attore statunitense
- 24 ottobre - Shōta Fukuoka, calciatore giapponese
- 24 ottobre - Ivan Kostić, calciatore serbo
- 24 ottobre - Ashton Sanders, attore statunitense
- 24 ottobre - Paul White, cestista statunitense
- 25 ottobre - Conchita Campbell, attrice canadese
- 25 ottobre - Houssam Ghacha, calciatore algerino
- 25 ottobre - Veronica Gianmoena, combinatista nordica e ex saltatrice con gli sci italiana
- 25 ottobre - Laëtitia Guapo, cestista francese
- 25 ottobre - Raúl Gómez, giocatore di calcio a 5 spagnolo
- 25 ottobre - Jock Landale, cestista australiano
- 25 ottobre - Tarran Mackenzie, pilota motociclistico britannico
- 25 ottobre - Patrick McCaw, cestista statunitense
- 25 ottobre - Valter Skarsgård, attore svedese
- 25 ottobre - Nathanael Villanueva, calciatore filippino
- 26 ottobre - Jean Paulo Fernandes Filho, calciatore brasiliano
- 26 ottobre - Beka Ghviniashvili, judoka georgiano
- 26 ottobre - Malcolm Hill, cestista statunitense
- 26 ottobre - Eumir Marcial, pugile filippino
- 26 ottobre - Dage Minors, mezzofondista bermudiano
- 26 ottobre - Yuta, cantante, ballerino e modello giapponese
- 26 ottobre - Celeste Plak, pallavolista olandese
- 26 ottobre - Rostyslav Rusyn, calciatore ucraino
- 26 ottobre - Niki Tuuli, pilota motociclistico finlandese
- 27 ottobre - Rodrigo Contreras, calciatore argentino
- 27 ottobre - Leon Draisaitl, hockeista su ghiaccio tedesco
- 27 ottobre - Demir Imeri, calciatore macedone
- 27 ottobre - Bryce Johnson, giocatore di baseball statunitense
- 27 ottobre - Francisco Mejía, giocatore di baseball dominicano
- 27 ottobre - Rômulo José Pacheco da Silva, calciatore brasiliano
- 27 ottobre - Hadžy Radžabaŭ, lottatore russo
- 27 ottobre - Levan Shengelia, calciatore georgiano
- 27 ottobre - Meriame Terchoun, calciatrice svizzera
- 28 ottobre - Edgar Babayan, ex calciatore danese
- 28 ottobre - Alessandro Caporale, calciatore italiano
- 28 ottobre - Maddy Cusack, calciatrice inglese († 2023)
- 28 ottobre - Chiara Gandolfi, ex ginnasta italiana
- 28 ottobre - Massimiliano Gatto, allenatore di calcio e ex calciatore italiano
- 28 ottobre - Glen Kamara, calciatore finlandese
- 28 ottobre - Adnan Kojic, calciatore svedese
- 28 ottobre - Vincent Koziello, calciatore francese
- 28 ottobre - Mansoor, wrestler saudita
- 28 ottobre - Precious Ogbevoen, giocatore di football americano austriaco
- 28 ottobre - Solomon Owusu, calciatore norvegese
- 28 ottobre - Miloš Šatara, calciatore bosniaco
- 28 ottobre - Jae'Sean Tate, cestista statunitense
- 29 ottobre - Kate Courtney, mountain biker statunitense
- 29 ottobre - Christa Deguchi, judoka giapponese
- 29 ottobre - Raissa Feudjio, calciatrice camerunese
- 29 ottobre - Florian Flecker, calciatore austriaco
- 29 ottobre - Keven Gomes, cestista capoverdiano
- 29 ottobre - Taku Hiraoka, ex snowboarder giapponese
- 29 ottobre - Ida Karstoft, velocista danese
- 29 ottobre - VaVa, rapper cinese
- 29 ottobre - Dani Newman, modella britannica
- 29 ottobre - Dani Raba, calciatore spagnolo
- 30 ottobre - Jenthe Biermans, ciclista su strada belga
- 30 ottobre - Mike Daum, cestista statunitense
- 30 ottobre - Michael Fora, hockeista su ghiaccio svizzero
- 30 ottobre - Rachel Hilson, attrice statunitense
- 30 ottobre - Alexander Johansson, calciatore svedese
- 30 ottobre - Unai López, calciatore spagnolo
- 30 ottobre - Francis Mac Allister, calciatore argentino
- 30 ottobre - Yūki Matsui, giocatore di baseball giapponese
- 30 ottobre - Gadžimurad Rašidov, lottatore russo
- 30 ottobre - Mihailo Ristić, calciatore serbo
- 30 ottobre - J.K. Scott, giocatore di football americano statunitense
- 30 ottobre - Sondre Sørli, calciatore norvegese
- 30 ottobre - Connor Swift, ciclista su strada britannico
- 30 ottobre - Nim Dorjee Tamang, calciatore indiano
- 30 ottobre - Freek de Weijer, pallavolista olandese
- 31 ottobre - Mateo Arias, attore statunitense
- 31 ottobre - Cătălina Axente, lottatrice rumena
- 31 ottobre - Phaim Bhuiyan, attore, regista e sceneggiatore italiano
- 31 ottobre - Diego, calciatore brasiliano
- 31 ottobre - Darnell Furlong, calciatore inglese
- 31 ottobre - Faysel Kasmi, calciatore belga
- 31 ottobre - Shiori Miyake, calciatrice giapponese
- 31 ottobre - Maximiliano Méndez, calciatore argentino
- 31 ottobre - Predrag Rajković, calciatore serbo
- 31 ottobre - Suzanna Son, attrice statunitense